# Пьяный лес

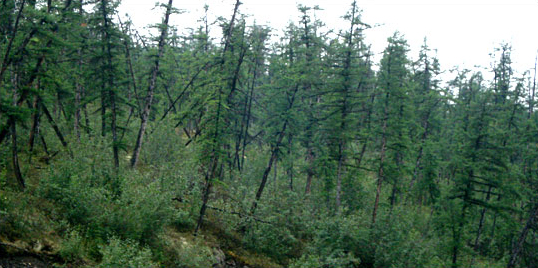
Пьяный лес, образовавшийся в результате таяния вечной мерзлоты. Лиственница Гмелина. Эвенкийский район

Пьяный лес — лес с наклонёнными и изогнутыми стволами деревьев. Такой лес возникает в случае деформаций и смещений грунтов во время роста деревьев. Пьяные леса наиболее распространены в зоне вечной мерзлоты, в зоне субарктической тайги, где интенсивна солифлюкция (Якутия), а также встречается при оползнях (долина Волги в среднем течении), при всякого рода просадках. Наклон стволов деревьев возникает в результате таяния вечной мерзлоты. Пьяный лес обычно представлен хвойными деревьями, такими, как ель чёрная или лиственница Гмелина. Эти деревья обладают развитой корневой системой, располагающейся близко к поверхности земли, так как вечная мерзлота не даёт проникнуть им глубже.
Пьяный лес может возникать также на оползневых участках, в областях развития термокарста.
При возведении зданий и сооружений, дорог, трубопроводов следует обращать внимание на наличие пьяного леса, так как это свидетельствует о деформации почвогрунтов. Возникновение наклона деревьев в зонах вечной мерзлоты свидетельствует о начале её деградации[уточнить]. В конце XX — начале XXI века участки пьяного леса появились, в частности, в некоторых районах Сибири и Аляски.
Иногда в результате деградации вечной мерзлоты наступает гибель деревьев. Деревья пьяного леса, как правило, изогнуты, так как при сползании грунта стволы наклоняются, а верхушки при дальнейшем росте становятся вертикальными. В дендрохронологии при изучении годичных колец можно установить, когда произошёл наклон дерева, а следовательно, началась деградация вечной мерзлоты.